# Coming from Reality
Coming from Reality är ett musikalbum av Rodriguez som lanserades 1971. Det var hans andra studioalbum, och liksom det första Cold Fact blev det helt förbisett i USA och Europa 1971. Senare under 1970-talet började dock albumet sälja bra i Sydafrika (där det 1976 släpptes under titeln After the Fact) och Australien. I maj 2009 släpptes skivan på nytt med tre bonusspår tillagda.

## Låtlista
1. "Climb Up on My Music" – 4:43
2. "A Most Disgusting Song" – 4:43
3. "I Think of You" – 3:19
4. "Heikki's Suburbia Bus Tour" – 3:15
5. "Silver Words" – 1:58
6. "Sandrevan Lullaby – Lifestyles" – 6:31
7. "To Whom It May Concern" – 3:15
8. "It Started Out So Nice" – 3:46
9. "Halfway Up the Stairs" – 2:17
10. "Cause" – 5:27

## Listplaceringar
- Sverigetopplistan, Sverige: #22[1] (2013)